# Урюпінський сільський округ
Урю́пінський сільський округ (каз. Урюпин ауылдық округі, рос. Урюпинский сельский округ) — адміністративна одиниця у складі Аккольського району Акмолинської області Казахстану. Адміністративний центр — село Урюпінка.
Населення — 1611 осіб (2021; 2622 у 2009, 3232 у 1999, 3852 у 1989).
Станом на 1989 рік існувала Урюпінська сільська рада (села Амангельди, Єрназар, Єрофієвка, Красний Бор, Малоалександровка, Урюпінка). Пізніше село Єрназар було передане до складу Аккольської міської адміністрації. 2001 року ліквідовано село Бегачевка.

## Склад
До складу округу входять такі населені пункти:
| Населений пункт         | Старі назви | Населення, осіб (1989) | Населення, осіб (1999) | Населення, осіб (2009) | Населення, осіб (2021) |
| ----------------------- | ----------- | ---------------------- | ---------------------- | ---------------------- | ---------------------- |
| Амангельди, село        | -           | 410                    | 310                    | 299                    | 164                    |
| Бегачевка, село         | -           | -                      | 0                      | -                      | -                      |
| Єрофієвка, село         | -           | 559                    | 433                    | 167                    | 106                    |
| Малоалександровка, село | -           | 389                    | 481                    | 245                    | 111                    |
| Талкара, село           | Красний Бор | 392                    | 359                    | 321                    | 213                    |
| Урюпінка, село          | -           | 2102                   | 1649                   | 1590                   | 1017                   |